# 苏拉娅·德维什·艾贝尔根
苏拉娅·德维什·艾贝尔根（荷蘭語：Soraya de Visch Eijbergen，1993年1月6日—），前荷蘭女子羽毛球運動員，她於2018年9月宣布離開荷蘭國家羽毛球隊，轉為代表瑞士參加國際羽毛球賽事。

## 簡歷
2011年7月，苏拉娅·德维什·艾贝尔根代表荷蘭出戰芬蘭萬塔舉行的歐洲青年羽毛球錦標賽，在混雙賽事贏得銅牌。
2015年8月，德维什·艾贝尔根參加印尼雅加達舉行的世界羽毛球錦標賽，出戰女子單打項目，首圈就以0比2（13-21、15-21）不敵印尼的琳达·韦尼·法内特里出局。
2018年9月，德维什·艾贝尔根宣布離開荷蘭國家羽毛球隊，並轉往瑞士繼續自己的羽毛球生涯。

## 主要比賽成績
只列出曾進入準決賽的國際賽事成績：
| 年份   | 賽事                     | 公開賽級別 | 項目     | 搭檔            | 成績   |
| ------ | ------------------------ | ---------- | -------- | --------------- | ------ |
| 2009年 | 歐洲青年羽毛球錦標賽     | 其他       | 混合團體 | －              | 亞軍   |
| 2011年 | 歐洲青年羽毛球錦標賽     | 其他       | 混合雙打 | 吉姆·米德尔贝格 | 季軍   |
| 2012年 | 荷蘭羽毛球國際賽         | 國際挑戰賽 | 混合雙打 | 吉姆·米德尔贝格 | 準決賽 |
| 2013年 | 斯洛文尼亞羽毛球國際賽   | 國際系列賽 | 女子雙打 | Alida Chen      | 冠軍   |
| 2013年 | 希臘羽毛球國際賽         | 國際系列賽 | 女子單打 | －              | 準決賽 |
| 2013年 | 希臘羽毛球國際賽         | 國際系列賽 | 女子雙打 | Alida Chen      | 亞軍   |
| 2013年 | 匈牙利羽毛球國際賽       | 國際系列賽 | 女子單打 | －              | 亞軍   |
| 2013年 | 匈牙利羽毛球國際賽       | 國際系列賽 | 女子雙打 | 米凯·哈尔克马   | 準決賽 |
| 2014年 | 愛沙尼亞羽毛球國際賽     | 國際系列賽 | 女子單打 | －              | 準決賽 |
| 2014年 | 荷蘭羽毛球國際賽         | 國際系列賽 | 女子單打 | －              | 冠軍   |
| 2014年 | 斯洛文尼亞羽毛球國際賽   | 國際系列賽 | 女子單打 | －              | 亞軍   |
| 2014年 | 保加利亞羽毛球公開賽     | 國際系列賽 | 混合雙打 | 鲁宾·吉尔       | 準決賽 |
| 2014年 | 土耳其羽毛球國際賽       | 國際系列賽 | 女子單打 | －              | 準決賽 |
| 2015年 | 奧爾良羽毛球國際挑戰賽   | 國際挑戰賽 | 女子單打 | －              | 亞軍   |
| 2015年 | 荷蘭羽毛球國際賽         | 國際系列賽 | 女子單打 | －              | 亞軍   |
| 2015年 | 布拉格羽毛球公開賽       | 國際挑戰賽 | 女子單打 | －              | 準決賽 |
| 2017年 | 希臘羽毛球公開賽         | 國際系列賽 | 女子單打 | －              | 準決賽 |
| 2017年 | 比利時羽毛球國際賽       | 國際挑戰賽 | 女子單打 | －              | 準決賽 |
| 2017年 | 匈牙利羽毛球國際賽       | 國際系列賽 | 女子單打 | －              | 準決賽 |
| 2017年 | 蘇格蘭羽毛球大獎賽       | 大獎賽     | 女子單打 | －              | 準決賽 |
| 2017年 | 愛爾蘭羽毛球公開賽       | 國際系列賽 | 女子單打 | －              | 亞軍   |
| 2018年 | 比利時羽毛球國際賽       | 國際挑戰賽 | 女子單打 | －              | 準決賽 |
| 2019年 | 歐洲羽毛球混合團體錦標賽 | 其他       | 混合團體 | －              | 季軍   |
| 2019年 | 葡萄牙羽毛球國際賽       | 國際系列賽 | 女子單打 | －              | 準決賽 |

| 2007-2017年 | 首要超級賽 | 超級賽 | 黃金大獎賽 | 大獎賽 | 國際挑戰賽 | 國際系列賽 | 未來系列賽 | 其他 |

| 2018-2026年 | 總決賽 | 超級1000賽 | 超級750賽 | 超級500賽 | 超級300賽 | 超級100賽 | 國際挑戰賽 | 國際系列賽 | 未來系列賽 | 其他 |

### 奧運會和世錦賽參賽紀錄
|          | 2015 | 2016 | 2017 | 2018 | 2019 |
| -------- | ---- | ---- | ---- | ---- | ---- |
| 女子單打 | 48強 | －   | －   | 32強 | 32強 |